# BBC Coburg
O BBC Coburg é um clube profissional de basquetebol baseado em Coburgo, Alemanha que atualmente disputa a 2.Bundesliga ProB, correspondente à terceira divisão do país. Manda seus jogos no HUK-COBURG arena com capacidade para 3.489 espectadores.

## Histórico de Temporadas
| Temporada | Nível | Liga           | Pos. | Resultado          |
| --------- | ----- | -------------- | ---- | ------------------ |
| 2014–15   | 5     | 2.Regionalliga | 2º   |                    |
| 2015–16   | 5     | 2.Regionalliga | 1º   | Promovido campeão  |
| 2016–17   | 4     | Regionalliga   | 1º   | Promovido campeão  |
| 2017-18   | 3     | ProB           | 11º  | RebaixadoPlaydowns |
| 2018-19   | 3     | ProB           | 9º   |                    |
| 2019-20   | 3     | ProB           | 6º   |                    |
| 2020-21   | 3     | ProB           | 2º   | Oitavas de finais  |
| 2021-22   | 3     | ProB           | 7º   | Oitavas de finais  |
| 2022-23   | 3     | ProB           | 4º   | Oitavas de finais  |
| 2023-24   | 3     | ProB           | 3º   | Oitavas de finais  |
| 2024-25   | 3     | ProB           | 9º   |                    |
| 2025-26   | 3     | ProB           |      |                    |

## Títulos

### Regionalliga Sudoeste
- Campeão (1):2016-17

### 2.Regionalliga Sudoeste-Norte
- Campeão (1):2015-16
- Finalista (1):2014-15